# Beta2 Capricorni
Beta2 Capricorni (β2 Cap / β2 Capricorni) è una stella bianco-azzurra nella sequenza principale di magnitudine 6,1 situata nella costellazione del Capricorno. Dista 314 anni luce dal sistema solare.

## Osservazione
Si tratta di una stella situata nell'emisfero celeste australe; grazie alla sua posizione non fortemente australe, può essere osservata dalla gran parte delle regioni della Terra, sebbene gli osservatori dell'emisfero sud siano più avvantaggiati. Nei pressi dell'Antartide appare circumpolare, mentre resta sempre invisibile solo in prossimità del circolo polare artico. La sua magnitudine pari a 6,1 la pone al limite della visibilità ad occhio nudo, pertanto per essere osservata senza l'ausilio di strumenti occorre un cielo limpido e possibilmente senza Luna.
Il periodo migliore per la sua osservazione nel cielo serale ricade nei mesi compresi fra fine giugno e novembre; da entrambi gli emisferi il periodo di visibilità rimane indicativamente lo stesso, grazie alla posizione della stella non lontana dall'equatore celeste.

## Caratteristiche fisiche
La stella è una bianco-azzurra nella sequenza principale; possiede una magnitudine assoluta di 1,19 e la sua velocità radiale positiva indica che la stella si sta allontanando dal sistema solare.

## Sistema stellare
Beta2 Capricorni è un sistema multiplo formato da 6 componenti. La componente principale A è una stella di magnitudine 6,1. La componente B è di magnitudine 6,2, separata da 205,3 secondi d'arco da A e con angolo di posizione di 267 gradi. La componente C è di magnitudine 10,2, separata da 0,8 secondi d'arco da B e con angolo di posizione di 089 gradi. La componente D è di magnitudine 9,0, separata da 226,6 secondi d'arco da A e con angolo di posizione di 134 gradi. La componente E è di magnitudine 13,0, separata da 111,7 secondi d'arco da A e con angolo di posizione di 294 gradi. La componente F è di magnitudine 13,4, separata da 6,4 secondi d'arco da E e con angolo di posizione di 322 gradi.